# إيمان بيشة
إيمان بيشة مغنية أوبرا أردنية من مواليد سنة 2008 بالعاصمة عمّان، وهي الفائزة بلقب أرابز غوت تالنت 5.

## موهبتها
ولدت إيمان في العاصمة عمان وبدأت غناء الأوبرا منذ سن السادسة باللغة الإنجليزية. و بالرغم من أنها أردنية إلا أنها لا تجيد اللغة العربية.
اكتشف والدها موهبتها قبل سنتين منذ ذلك خلال أدائها لتهويدة تدعى Twinkle, Twinkle, Little Star أدتها خلال مسرحية مدرسية.
بعد فوزها بأرابز غوت تالنت 5 تلقت إيمان تهنئة من الملكة رانيا، فيما وشحها الملك عبد الله الثاني بن الحسين وساما ذهبيا في 25 مايو 2017 خلال احتفالات العيد الوطني الأردني بمقر الرئاسة.

## روابط خارجية
- إيمان بيشة  على فيسبوك.